# ミケル・アグ
ミケル・ンドゥブシ・アグ（英語: Mikel Ndubusi Agu、1993年5月27日 - ）は、ナイジェリア・ベニンシティ出身のプロサッカー選手。ポジションはミッドフィールダー、ディフェンダー。ナイジェリア代表。

## 経歴

### クラブ
ベニンシティに生まれ、メガップFCでサッカーを始めた。2009年のコパ・コカコーラで最優秀選手に輝き、スカウトの注目を集めた。
その後FCポルトの下部組織に加入。当初はU-19チームに割り当てられていたが、2011-12シーズンにはトップチームのベンチに入った。2012-13シーズンにFCポルトBでジョズエ・ペスケイラに代わって投入され、ナイジェリア人としてはクラブ史上初の出場となった。その後、Bチームでの活躍からパウロ・フォンセカ監督によってトップチームに昇格した。
2015-16シーズンからは期限付き移籍を繰り返すようになり、クラブ・ブルッヘ、ヴィトーリア・セトゥーバル、ブルサスポル、再びヴィトーリア・セトゥーバルと4シーズンに亘って期限付き移籍をした。
2019年7月18日に3年契約でヴィトーリア・ギマランイスに完全移籍。起用は散発に止まり、2021-22シーズンに至っては構想外となり、2022年1月15日に双方合意で契約解除となった。
同日にセグンダ・ディビシオンのCFフエンラブラダに半年契約で加入した。
同年9月1日にJ1リーグの湘南ベルマーレへの加入が発表された。
2023年6月7日、天皇杯 JFA 第103回全日本サッカー選手権大会2回戦のBTOP北海道戦に途中出場し、移籍後初出場。公式戦出場はこの1試合のみに終わり、2023年6月26日に退団が発表された。
2023年7月18日、ギラヴァンツ北九州への加入が発表された。

### 代表
リオデジャネイロオリンピックに臨むU-23代表候補35人に選出されたが、本戦メンバーからは漏れた。
2017年6月1日に行われたトーゴ代表との親善試合で代表初出場を記録した。
その後、2018年5月に2018 FIFAワールドカップに臨むナイジェリア代表候補30人に選出されたが、本戦メンバーからは漏れた。

## 個人成績
| 国内大会個人成績 | 国内大会個人成績 | 国内大会個人成績 | 国内大会個人成績 | 国内大会個人成績 | 国内大会個人成績 | 国内大会個人成績 | 国内大会個人成績 | 国内大会個人成績 | 国内大会個人成績 | 国内大会個人成績 | 国内大会個人成績 |
| 年度             | クラブ           | 背番号           | リーグ           | リーグ戦         | リーグ戦         | リーグ杯         | リーグ杯         | オープン杯       | オープン杯       | 期間通算         | 期間通算         |
| 年度             | クラブ           | 背番号           | リーグ           | 出場             | 得点             | 出場             | 得点             | 出場             | 得点             | 出場             | 得点             |
| 日本             | 日本             | 日本             | 日本             | リーグ戦         | リーグ戦         | リーグ杯         | リーグ杯         | 天皇杯           | 天皇杯           | 期間通算         | 期間通算         |
| ---------------- | ---------------- | ---------------- | ---------------- | ---------------- | ---------------- | ---------------- | ---------------- | ---------------- | ---------------- | ---------------- | ---------------- |
| 2022             | 湘南             | 46               | J1               | 0                | 0                | 0                | 0                |                  |                  |                  |                  |
| 2023             | 湘南             | 24               | J1               | 0                | 0                | 0                | 0                |                  |                  |                  |                  |
| 2023             | 北九州           | 46               | J3               | 11               | 0                | -                | -                |                  |                  |                  |                  |
| 通算             | 日本             | 日本             | J1               | 0                | 0                | 0                | 0                |                  |                  |                  |                  |
| 通算             | 日本             | 日本             | J3               | 11               | 0                | -                | -                |                  |                  |                  |                  |
| 総通算           | 総通算           | 総通算           | 総通算           | 11               | 0                | 0                | 0                |                  |                  |                  |                  |

## 代表歴

### 試合数
- 国際Aマッチ 8試合 0得点（2017年-2020年）[16]

| ナイジェリア代表 | 国際Aマッチ | 国際Aマッチ |
| 年               | 出場        | 得点        |
| ---------------- | ----------- | ----------- |
| 2017             | 4           | 0           |
| 2018             | 3           | 0           |
| 2019             | 0           | 0           |
| 2020             | 1           | 0           |
| 通算             | 8           | 0           |

## プレースタイル
ジョン・オビ・ミケルにプレースタイルが似ている事から、地元でもミケルと呼ばれている。